# Viola lilliputana
Viola lilliputana är en violväxtart som beskrevs av Hugh Hellmut Iltis och H.E.Ballard. Viola lilliputana ingår i släktet violer, och familjen violväxter. Inga underarter finns listade i Catalogue of Life.